# Coro Acardenchado

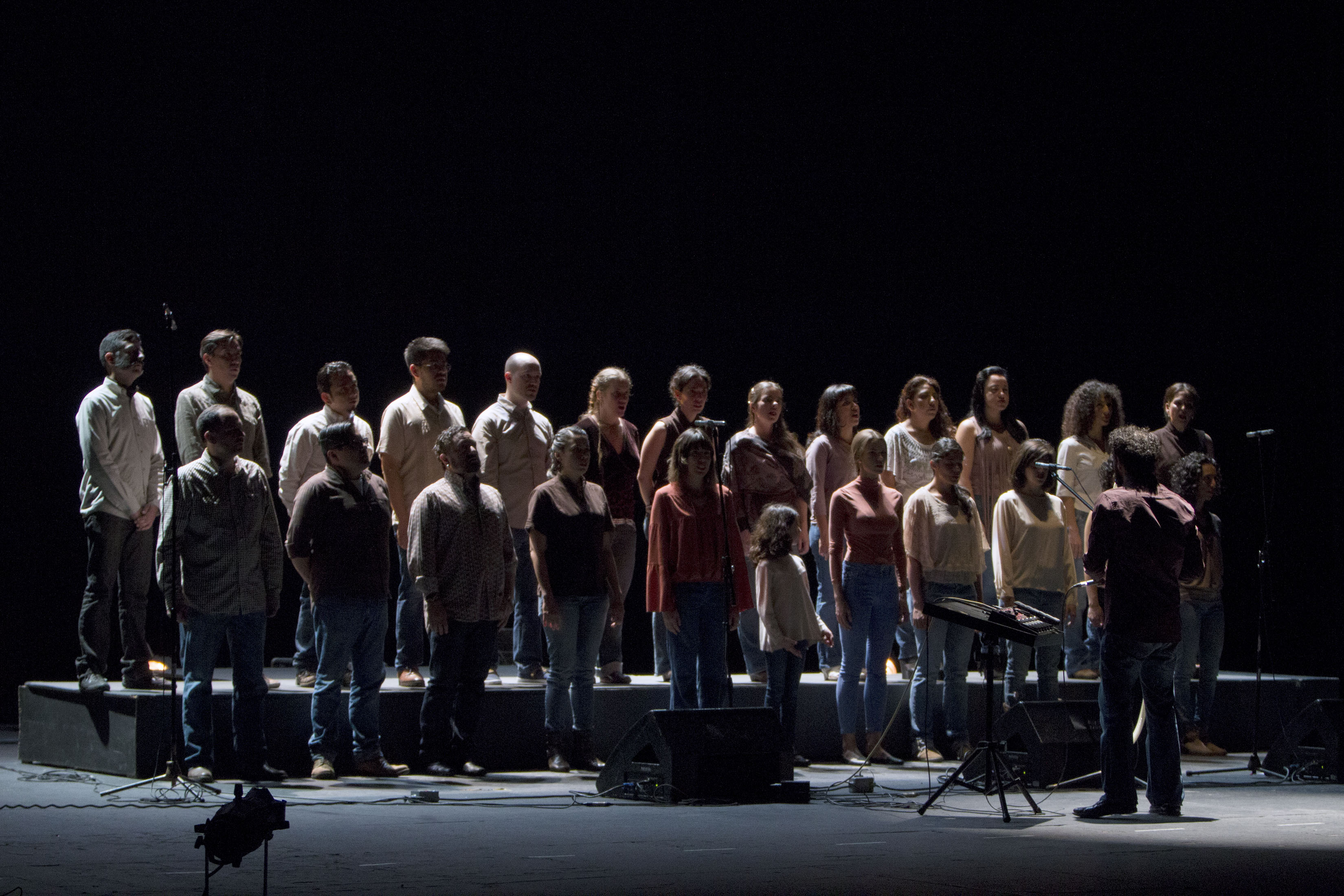
El Coro Acardenchado, dirigido por Juan Pablo Villa, en el Teatro de la Ciudad Esperanza Iris, Ciudad de México.

El Coro Acardenchado es un grupo de cantantes surgido como reivindicación al canto cardenche originario del norte de México. Sus canciones son dramáticas y melancólicas y cantan a capela historias de sus tierras.

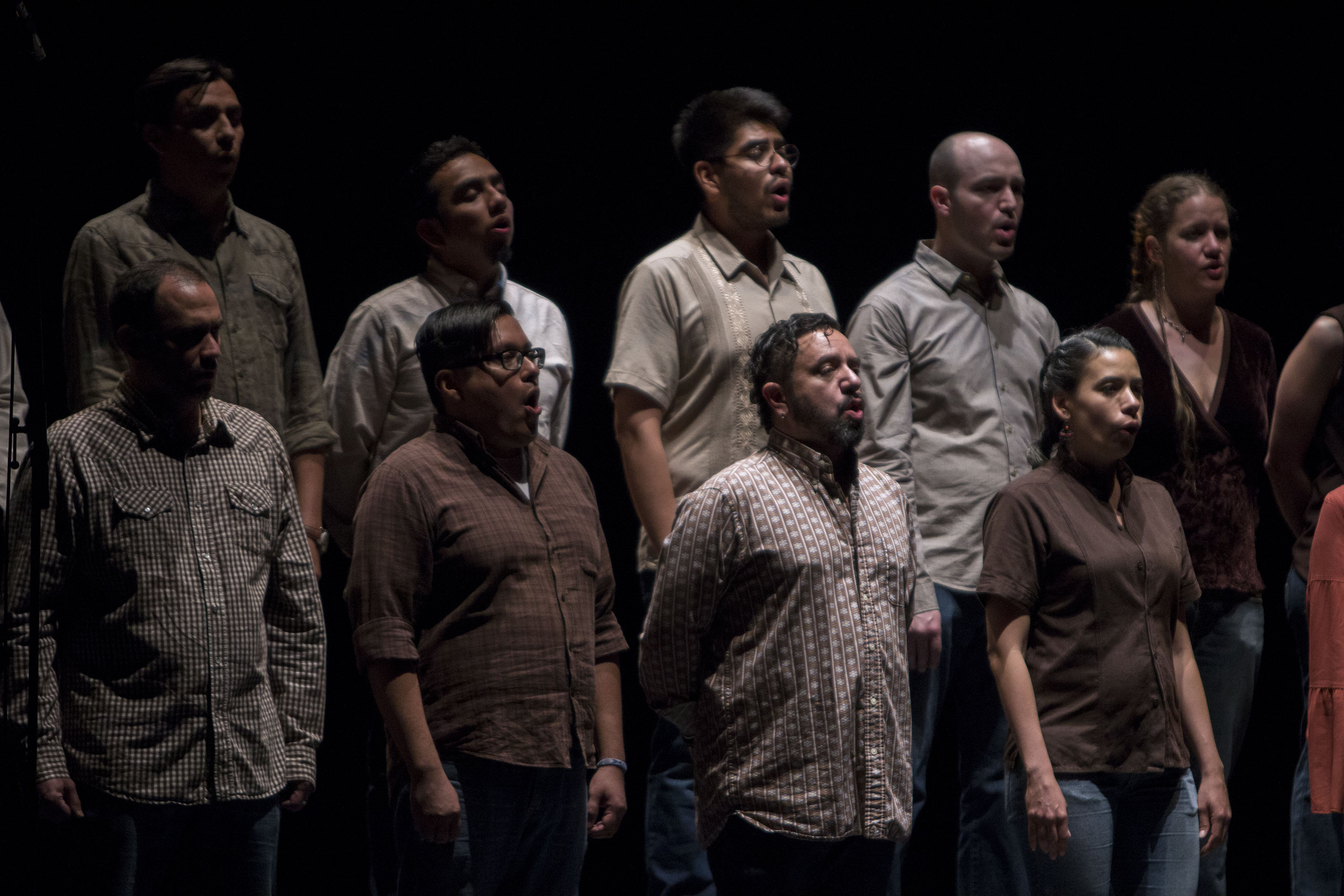
Coro Acardenchado, interpretando en el Teatro de la Ciudad Esperanza Iris de la Ciudad de México.

## Historia
Fue fundado en el año 2016 por Juan Pablo Villa, y dirigido en su primera etapa por el mismo Villa, Tareke Ortíz y Leonardo Soqui. Posteriormente, Ortiz y Soqui dejaron de participar activamente, por lo que la dirección recayó en Juan Pablo Villa, quien tiene como directoras adjuntas a María Emilia Martínez y Leika Mochán.
Su primera presentación sucedió en el Teatro de la Ciudad "Esperanza Iris", en el marco de un homenaje a los Cardencheros de Sapioriz, en el que cantaron con este grupo.
En un inicio el grupo estuvo conformado por 16 integrantes, y más adelante llegó a tener 33 cantantes.
El coro está formado por cantantes aficionados y profesionales que se dieron a la labor de aprender, interpretar y difundir el canto cardenche. 
En 2018 participaron en la celebración del día de muertos en el zócalo de la Ciudad de México. En octubre de 2019, participaron junto a Mario Lavista en un homenaje a Miguel León Portilla.
Participaron en el Callejón del Ruido, en Guanajuato, realizando el concierto inaugural en 2019 y también en el IV Encuentro Libertad por el Saber de la Universidad Autónoma de Nuevo León, en el concierto de clausura.

## Estilo
Aunque el estilo de canto y repertorio principal del coro es el cardenche, también utiliza técnicas extendidas (canto inuit, canto gutural, canto bifónico, entre otros), hace paisajes sonoros, improvisaciones, e interpreta canciones compuestas por sus integrantes, como "Pásele, pásele", tema que rescata los pregones de la Ciudad de México.

## Discografía
- "Aquellos Otros" (2017), grabado en Radio UNAM y disponible en CD y streaming.[12]